# Oto Ferenczy
Oto Ferenczy (Brezovica, 30 marzo 1921 – Bratislava, 3 maggio 2000) è stato un compositore slovacco.

## Biografia
Studiò nei ginnasi di Košice e di Prešov. Dopo la maturità, conseguita nel 1939, si iscrisse alla facoltà di filosofia dell'Università Comenio di Bratislava, ove studiò psicologia e scienze musicali. Si laureò nel 1945 con la tesi Zážitok a vnímanie hudby ("Impressione e percezione della musica"). Nel 1945 fu nominato direttore del reparto musicale della Biblioteca universitaria di Bratislava. 
A partire dal 1951 fu insegnante all'Alta scuola di arti musicali di Bratislava. Dal 1953 divenne docente di teoria musicale e di estetica e nello stesso anno fu eletto decano della facoltà musicale. Fu nominato professore nel 1965 e nello stesso anno diventò anche rettore della scuola. Per molti anni fu presidente dell'"Unione dei compositori slovacchi" e fu membro di numerose organizzazioni culturali. Per gli studenti dell'Alta scuola di arti musicali scrisse i libri di testo Teórie harmonie, Teórie foriem, Teórie kontrapunktu ("Teoria dell'armonia, teoria delle forme, teoria del contrappunto") e Teórie melódie ("Teoria della melodia").
Come critico musicale aderì all'estetica del socialismo reale e promosse le composizioni di Igor' Stravinskij e di Béla Bartok.
Nel 1983 lo Stato gli conferì il titolo di artista nazionale.

## Composizioni

### Opera
- Nevšedná humoreska (libretto dell'autore dal dramma di Curt Goetz Die tote Tante, 1967)

### Musica per orchestra
- Rondo (1951)
- Hurbanovská, Ouverture per grande orchestra (1952)
- Regrútska (1952)
- Tanečná fantázia (1953)
- Obraz z môjho kraja (1954)
- Selanka, scena di ballo (1955)
- Elégia, per grande orchestra (1958
- Finále, per grande orchestra (1958)
- Prológ, ouverture sinfonica (1974)
- Ouvertura, per orchestra sinfonica (1977)
- Concertino per 10 stromenti (per orchestra da camera) (1948)
- Serenáda, per flauto, clarinetto, fagotto, arpa e archi (1955)
- Partita, per orchestra da camera (1965)
- Tri zbojnícke piesne, per baritono e orchestra (1952)
- Hviezda severu, cantata per baritono, coro misto e orchestra (1960)
- Capriccio, per pianoforte e orchestra (1957)

### Musica da camera
- Intermezzo, per pianoforte (1943)
- Fantázia, per organo (1945)
- Sonáta, per violino e pianoforte (1963)
- Trio (1977)
- Hudba pre štyri sláčikové nástroje "Musica per quartetto d'archi") (in memoria di Béla Bartók, 1947)
- Sláčikové kvarteto č. 1 ("Quartetto d'archi n°1") (1962)
- Noneto (1948)

Compose inoltre canzoni e cori.